# Goce Sedloski
Goce Sedloski (in macedone Гоце Седлоски?; Golemo Konjari, 10 aprile 1974) è un allenatore di calcio ed ex calciatore macedone di origine albanese, di ruolo difensore, tecnico del Vardar.

## Statistiche

### Cronologia presenze e reti in nazionale
| Cronologia completa delle presenze e delle reti in nazionale ― Macedonia | Cronologia completa delle presenze e delle reti in nazionale ― Macedonia | Cronologia completa delle presenze e delle reti in nazionale ― Macedonia | Cronologia completa delle presenze e delle reti in nazionale ― Macedonia | Cronologia completa delle presenze e delle reti in nazionale ― Macedonia | Cronologia completa delle presenze e delle reti in nazionale ― Macedonia | Cronologia completa delle presenze e delle reti in nazionale ― Macedonia | Cronologia completa delle presenze e delle reti in nazionale ― Macedonia |
| Data                                                                     | Città                                                                    | In casa                                                                  | Risultato                                                                | Ospiti                                                                   | Competizione                                                             | Reti                                                                     | Note                                                                     |
| ------------------------------------------------------------------------ | ------------------------------------------------------------------------ | ------------------------------------------------------------------------ | ------------------------------------------------------------------------ | ------------------------------------------------------------------------ | ------------------------------------------------------------------------ | ------------------------------------------------------------------------ | ------------------------------------------------------------------------ |
| 27-3-1996                                                                | Prilep                                                                   | Macedonia                                                                | 1 – 0                                                                    | Malta                                                                    | Amichevole                                                               | -                                                                        |                                                                          |
| 28-5-1996                                                                | Sofia                                                                    | Bulgaria                                                                 | 3 – 0                                                                    | Macedonia                                                                | Amichevole                                                               | -                                                                        |                                                                          |
| 1-6-1996                                                                 | Reykjavík                                                                | Islanda                                                                  | 1 – 1                                                                    | Macedonia                                                                | Qual. Mondiali 1998                                                      | -                                                                        |                                                                          |
| 9-10-1996                                                                | Dublino                                                                  | Irlanda                                                                  | 3 – 0                                                                    | Macedonia                                                                | Qual. Mondiali 1998                                                      | -                                                                        |                                                                          |
| 9-11-1996                                                                | Eschen                                                                   | Liechtenstein                                                            | 1 – 11                                                                   | Macedonia                                                                | Qual. Mondiali 1998                                                      | -                                                                        |                                                                          |
| 27-11-1996                                                               | Ta' Qali                                                                 | Malta                                                                    | 0 – 2                                                                    | Macedonia                                                                | Amichevole                                                               | -                                                                        |                                                                          |
| 14-12-1996                                                               | Skopje                                                                   | Macedonia                                                                | 0 – 3                                                                    | Romania                                                                  | Qual. Mondiali 1998                                                      | -                                                                        |                                                                          |
| 12-3-1997                                                                | Skopje                                                                   | Macedonia                                                                | 0 – 1                                                                    | Australia                                                                | Amichevole                                                               | -                                                                        |                                                                          |
| 2-4-1997                                                                 | Skopje                                                                   | Macedonia                                                                | 3 – 2                                                                    | Irlanda                                                                  | Qual. Mondiali 1998                                                      | -                                                                        |                                                                          |
| 7-6-1997                                                                 | Skopje                                                                   | Macedonia                                                                | 1 – 0                                                                    | Islanda                                                                  | Qual. Mondiali 1998                                                      | -                                                                        |                                                                          |
| 20-8-1997                                                                | Bucarest                                                                 | Romania                                                                  | 4 – 2                                                                    | Macedonia                                                                | Qual. Mondiali 1998                                                      | -                                                                        |                                                                          |
| 6-9-1997                                                                 | Vilnius                                                                  | Lituania                                                                 | 2 – 0                                                                    | Macedonia                                                                | Qual. Mondiali 1998                                                      | -                                                                        | 17’                                                                      |
| 11-10-1997                                                               | Skopje                                                                   | Macedonia                                                                | 1 – 2                                                                    | Lituania                                                                 | Qual. Mondiali 1998                                                      | -                                                                        |                                                                          |
| 25-3-1998                                                                | Skopje                                                                   | Macedonia                                                                | 1 – 0                                                                    | Bulgaria                                                                 | Amichevole                                                               | -                                                                        |                                                                          |
| 6-9-1998                                                                 | Skopje                                                                   | Macedonia                                                                | 4 – 0                                                                    | Malta                                                                    | Qual. Euro 2000                                                          | -                                                                        |                                                                          |
| 29-9-1998                                                                | Kumanovo                                                                 | Macedonia                                                                | 2 – 2                                                                    | Egitto                                                                   | Amichevole                                                               | -                                                                        | 46’                                                                      |
| 14-10-1998                                                               | Zagabria                                                                 | Croazia                                                                  | 3 – 2                                                                    | Macedonia                                                                | Qual. Euro 2000                                                          | -                                                                        |                                                                          |
| 18-11-1998                                                               | Ta' Qali                                                                 | Malta                                                                    | 1 – 2                                                                    | Macedonia                                                                | Qual. Euro 2000                                                          | -                                                                        |                                                                          |
| 10-2-1999                                                                | Tirana                                                                   | Albania                                                                  | 2 – 0                                                                    | Macedonia                                                                | Amichevole                                                               | -                                                                        |                                                                          |
| 9-6-1999                                                                 | Dublino                                                                  | Irlanda                                                                  | 1 – 0                                                                    | Macedonia                                                                | Qual. Euro 2000                                                          | -                                                                        | 71’                                                                      |
| 9-10-1999                                                                | Skopje                                                                   | Macedonia                                                                | 1 – 1                                                                    | Irlanda                                                                  | Qual. Euro 2000                                                          | -                                                                        |                                                                          |
| 29-3-2000                                                                | Zenica                                                                   | Bosnia ed Erzegovina                                                     | 1 – 0                                                                    | Macedonia                                                                | Amichevole                                                               | -                                                                        |                                                                          |
| 26-4-2000                                                                | Prilep                                                                   | Macedonia                                                                | 1 – 0                                                                    | Albania                                                                  | Amichevole                                                               | -                                                                        |                                                                          |
| 7-6-2000                                                                 | Teheran                                                                  | Corea del Sud                                                            | 3 – 1                                                                    | Macedonia                                                                | Amichevole                                                               | -                                                                        |                                                                          |
| 9-6-2000                                                                 | Teheran                                                                  | Iran                                                                     | 3 – 1                                                                    | Macedonia                                                                | Amichevole                                                               | -                                                                        |                                                                          |
| 3-9-2000                                                                 | Bratislava                                                               | Slovacchia                                                               | 2 – 0                                                                    | Macedonia                                                                | Qual. Mondiali 2002                                                      | -                                                                        |                                                                          |
| 6-10-2000                                                                | Skopje                                                                   | Macedonia                                                                | 3 – 0                                                                    | Azerbaigian                                                              | Qual. Mondiali 2002                                                      | -                                                                        |                                                                          |
| 11-10-2000                                                               | Chișinău                                                                 | Moldavia                                                                 | 0 – 0                                                                    | Macedonia                                                                | Qual. Mondiali 2002                                                      | -                                                                        |                                                                          |
| 28-2-2001                                                                | Skopje                                                                   | Macedonia                                                                | 1 – 1                                                                    | Rep. Ceca                                                                | Amichevole                                                               | -                                                                        |                                                                          |
| 24-3-2001                                                                | Göteborg                                                                 | Svezia                                                                   | 1 – 0                                                                    | Macedonia                                                                | Qual. Mondiali 2002                                                      | -                                                                        |                                                                          |
| 28-3-2001                                                                | Skopje                                                                   | Macedonia                                                                | 1 – 2                                                                    | Turchia                                                                  | Qual. Mondiali 2002                                                      | -                                                                        | 90+3’                                                                    |
| 7-10-2001                                                                | Skopje                                                                   | Macedonia                                                                | 0 – 5                                                                    | Slovacchia                                                               | Qual. Mondiali 2002                                                      | -                                                                        |                                                                          |
| 14-11-2001                                                               | Budapest                                                                 | Ungheria                                                                 | 5 – 0                                                                    | Macedonia                                                                | Amichevole                                                               | -                                                                        |                                                                          |
| 27-3-2002                                                                | Sarajevo                                                                 | Bosnia ed Erzegovina                                                     | 4 – 4                                                                    | Macedonia                                                                | Amichevole                                                               | -                                                                        |                                                                          |
| 17-4-2002                                                                | Prilep                                                                   | Macedonia                                                                | 1 – 0                                                                    | Finlandia                                                                | Amichevole                                                               | -                                                                        |                                                                          |
| 21-8-2002                                                                | Skopje                                                                   | Macedonia                                                                | 5 – 0                                                                    | Malta                                                                    | Amichevole                                                               | -                                                                        | 80’                                                                      |
| 8-9-2002                                                                 | Vaduz                                                                    | Liechtenstein                                                            | 1 – 1                                                                    | Macedonia                                                                | Qual. Euro 2004                                                          | -                                                                        |                                                                          |
| 12-10-2002                                                               | Skopje                                                                   | Macedonia                                                                | 1 – 2                                                                    | Turchia                                                                  | Qual. Euro 2004                                                          | -                                                                        |                                                                          |
| 16-10-2002                                                               | Southampton                                                              | Inghilterra                                                              | 2 – 2                                                                    | Macedonia                                                                | Qual. Euro 2004                                                          | -                                                                        | cap.                                                                     |
| 20-11-2002                                                               | Skopje                                                                   | Macedonia                                                                | 2 – 3                                                                    | Israele                                                                  | Amichevole                                                               | 1                                                                        |                                                                          |
| 9-2-2003                                                                 | Sebenico                                                                 | Croazia                                                                  | 2 – 2                                                                    | Macedonia                                                                | Amichevole                                                               | 1                                                                        | cap.                                                                     |
| 14-2-2003                                                                | Spalato                                                                  | Polonia                                                                  | 3 – 0                                                                    | Macedonia                                                                | Amichevole                                                               | -                                                                        | cap.                                                                     |
| 29-3-2003                                                                | Skopje                                                                   | Macedonia                                                                | 0 – 2                                                                    | Slovacchia                                                               | Qual. Euro 2004                                                          | -                                                                        | 61’                                                                      |
| 2-4-2003                                                                 | Losanna                                                                  | Portogallo                                                               | 1 – 0                                                                    | Macedonia                                                                | Amichevole                                                               | -                                                                        | cap.                                                                     |
| 7-6-2003                                                                 | Skopje                                                                   | Macedonia                                                                | 3 – 1                                                                    | Liechtenstein                                                            | Qual. Euro 2004                                                          | 1                                                                        | cap.                                                                     |
| 11-6-2003                                                                | Istanbul                                                                 | Turchia                                                                  | 3 – 2                                                                    | Macedonia                                                                | Qual. Euro 2004                                                          | -                                                                        | 31’                                                                      |
| 20-8-2003                                                                | Prilep                                                                   | Macedonia                                                                | 3 – 1                                                                    | Albania                                                                  | Amichevole                                                               | -                                                                        | cap. 62’                                                                 |
| 10-9-2003                                                                | Žilina                                                                   | Slovacchia                                                               | 1 – 1                                                                    | Macedonia                                                                | Qual. Euro 2004                                                          | -                                                                        |                                                                          |
| 11-10-2003                                                               | Kiev                                                                     | Ucraina                                                                  | 0 – 0                                                                    | Macedonia                                                                | Qual. Euro 2004                                                          | -                                                                        | 46’                                                                      |
| 27-1-2004                                                                | Yiwu                                                                     | Cina                                                                     | 0 – 0                                                                    | Macedonia                                                                | Amichevole                                                               | -                                                                        | cap.                                                                     |
| 29-1-2004                                                                | Suzhou                                                                   | Cina                                                                     | 1 – 0                                                                    | Macedonia                                                                | Amichevole                                                               | -                                                                        | cap.                                                                     |
| 18-2-2004                                                                | Skopje                                                                   | Macedonia                                                                | 1 – 0                                                                    | Bosnia ed Erzegovina                                                     | Amichevole                                                               | -                                                                        | cap.                                                                     |
| 31-3-2004                                                                | Skopje                                                                   | Macedonia                                                                | 1 – 0                                                                    | Ucraina                                                                  | Amichevole                                                               | -                                                                        |                                                                          |
| 28-4-2004                                                                | Skopje                                                                   | Macedonia                                                                | 0 – 1                                                                    | Croazia                                                                  | Amichevole                                                               | -                                                                        | cap.                                                                     |
| 11-6-2004                                                                | Tallinn                                                                  | Estonia                                                                  | 2 – 4                                                                    | Macedonia                                                                | Amichevole                                                               | 1                                                                        |                                                                          |
| 18-8-2004                                                                | Skopje                                                                   | Macedonia                                                                | 3 – 0                                                                    | Armenia                                                                  | Qual. Mondiali 2006                                                      | -                                                                        | cap.                                                                     |
| 9-10-2004                                                                | Skopje                                                                   | Macedonia                                                                | 2 – 2                                                                    | Paesi Bassi                                                              | Qual. Mondiali 2006                                                      | -                                                                        |                                                                          |
| 17-11-2004                                                               | Skopje                                                                   | Macedonia                                                                | 0 – 2                                                                    | Rep. Ceca                                                                | Qual. Mondiali 2006                                                      | -                                                                        | cap.                                                                     |
| 9-2-2005                                                                 | Skopje                                                                   | Macedonia                                                                | 0 – 0                                                                    | Andorra                                                                  | Qual. Mondiali 2006                                                      | -                                                                        | 88’                                                                      |
| 30-3-2005                                                                | Skopje                                                                   | Macedonia                                                                | 1 – 2                                                                    | Romania                                                                  | Qual. Mondiali 2006                                                      | -                                                                        | cap.                                                                     |
| 4-6-2005                                                                 | Erevan                                                                   | Armenia                                                                  | 1 – 2                                                                    | Macedonia                                                                | Qual. Mondiali 2006                                                      | -                                                                        | cap.                                                                     |
| 8-6-2005                                                                 | Teplice                                                                  | Rep. Ceca                                                                | 6 – 1                                                                    | Macedonia                                                                | Qual. Mondiali 2006                                                      | -                                                                        | cap.                                                                     |
| 17-8-2005                                                                | Skopje                                                                   | Macedonia                                                                | 0 – 3                                                                    | Finlandia                                                                | Qual. Mondiali 2006                                                      | -                                                                        | cap.                                                                     |
| 12-10-2005                                                               | Amsterdam                                                                | Paesi Bassi                                                              | 0 – 0                                                                    | Macedonia                                                                | Qual. Mondiali 2006                                                      | -                                                                        | cap.                                                                     |
| 12-11-2005                                                               | Vaduz                                                                    | Liechtenstein                                                            | 1 – 2                                                                    | Macedonia                                                                | Amichevole                                                               | -                                                                        | cap. 41’                                                                 |
| 1-3-2006                                                                 | Skopje                                                                   | Macedonia                                                                | 0 – 1                                                                    | Bulgaria                                                                 | Amichevole                                                               | -                                                                        | cap. 46’                                                                 |
| 28-5-2006                                                                | Madrid                                                                   | Macedonia                                                                | 2 – 1                                                                    | Ecuador                                                                  | Amichevole                                                               | -                                                                        | cap.                                                                     |
| 4-6-2006                                                                 | Krefeld                                                                  | Macedonia                                                                | 1 – 0                                                                    | Turchia                                                                  | Amichevole                                                               | -                                                                        | cap. 41’                                                                 |
| 16-8-2006                                                                | Tallinn                                                                  | Estonia                                                                  | 0 – 1                                                                    | Macedonia                                                                | Qual. Euro 2008                                                          | 1                                                                        | cap. 57’                                                                 |
| 6-9-2006                                                                 | Skopje                                                                   | Macedonia                                                                | 0 – 1                                                                    | Inghilterra                                                              | Qual. Euro 2008                                                          | -                                                                        | cap.                                                                     |
| 7-10-2006                                                                | Manchester                                                               | Inghilterra                                                              | 0 – 0                                                                    | Macedonia                                                                | Qual. Euro 2008                                                          | -                                                                        | cap.                                                                     |
| 11-10-2006                                                               | Andorra la Vella                                                         | Andorra                                                                  | 0 – 3                                                                    | Macedonia                                                                | Qual. Euro 2008                                                          | -                                                                        | cap.                                                                     |
| 15-11-2006                                                               | Skopje                                                                   | Macedonia                                                                | 0 – 2                                                                    | Russia                                                                   | Qual. Euro 2008                                                          | -                                                                        | cap.                                                                     |
| 7-2-2007                                                                 | Scutari                                                                  | Albania                                                                  | 0 – 1                                                                    | Macedonia                                                                | Amichevole                                                               | -                                                                        | cap.                                                                     |
| 24-3-2007                                                                | Zagabria                                                                 | Croazia                                                                  | 2 – 1                                                                    | Macedonia                                                                | Qual. Euro 2008                                                          | 1                                                                        | cap. 8’, 68’                                                             |
| 22-8-2007                                                                | Skopje                                                                   | Macedonia                                                                | 0 – 0                                                                    | Nigeria                                                                  | Qual. Euro 2008                                                          | -                                                                        | cap. 77’                                                                 |
| 8-9-2007                                                                 | Mosca                                                                    | Russia                                                                   | 3 – 0                                                                    | Macedonia                                                                | Qual. Euro 2008                                                          | -                                                                        | cap.                                                                     |
| 12-9-2007                                                                | Skopje                                                                   | Macedonia                                                                | 1 – 1                                                                    | Estonia                                                                  | Qual. Euro 2008                                                          | -                                                                        | cap.                                                                     |
| 17-10-2007                                                               | Skopje                                                                   | Macedonia                                                                | 3 – 0                                                                    | Andorra                                                                  | Qual. Euro 2008                                                          | 1                                                                        | cap.                                                                     |
| 17-11-2007                                                               | Skopje                                                                   | Macedonia                                                                | 2 – 0                                                                    | Croazia                                                                  | Qual. Euro 2008                                                          | -                                                                        | cap. 88’                                                                 |
| 21-11-2007                                                               | Ramat Gan                                                                | Israele                                                                  | 1 – 0                                                                    | Macedonia                                                                | Qual. Euro 2008                                                          | -                                                                        | cap.                                                                     |
| 6-2-2008                                                                 | Skopje                                                                   | Macedonia                                                                | 1 – 1                                                                    | Serbia                                                                   | Amichevole                                                               | -                                                                        | cap. 60’                                                                 |
| 26-3-2008                                                                | Zenica                                                                   | Bosnia ed Erzegovina                                                     | 2 – 2                                                                    | Macedonia                                                                | Amichevole                                                               | -                                                                        | cap.                                                                     |
| 26-5-2008                                                                | Reutlingen                                                               | Polonia                                                                  | 1 – 1                                                                    | Macedonia                                                                | Amichevole                                                               | -                                                                        | cap.                                                                     |
| 20-8-2008                                                                | Lussemburgo                                                              | Lussemburgo                                                              | 1 – 4                                                                    | Macedonia                                                                | Amichevole                                                               | -                                                                        | cap.                                                                     |
| 6-9-2008                                                                 | Skopje                                                                   | Macedonia                                                                | 1 – 0                                                                    | Scozia                                                                   | Qual. Mondiali 2010                                                      | -                                                                        | cap.                                                                     |
| 10-9-2008                                                                | Skopje                                                                   | Macedonia                                                                | 1 – 2                                                                    | Paesi Bassi                                                              | Qual. Mondiali 2010                                                      | -                                                                        | cap.                                                                     |
| 15-10-2008                                                               | Reykjavík                                                                | Islanda                                                                  | 1 – 0                                                                    | Macedonia                                                                | Qual. Mondiali 2010                                                      | -                                                                        | cap.                                                                     |
| 11-2-2009                                                                | Adalia                                                                   | Macedonia                                                                | 1 – 1                                                                    | Moldavia                                                                 | Amichevole                                                               | -                                                                        | cap. 65’                                                                 |
| 1-4-2009                                                                 | Amsterdam                                                                | Paesi Bassi                                                              | 4 – 0                                                                    | Macedonia                                                                | Qual. Mondiali 2010                                                      | -                                                                        | cap.                                                                     |
| 6-6-2009                                                                 | Skopje                                                                   | Macedonia                                                                | 0 – 0                                                                    | Norvegia                                                                 | Qual. Mondiali 2010                                                      | -                                                                        | cap.                                                                     |
| 10-6-2009                                                                | Skopje                                                                   | Macedonia                                                                | 2 – 0                                                                    | Islanda                                                                  | Qual. Mondiali 2010                                                      | -                                                                        | cap.                                                                     |
| 12-8-2009                                                                | Skopje                                                                   | Macedonia                                                                | 2 – 3                                                                    | Spagna                                                                   | Amichevole                                                               | -                                                                        | cap. 46’                                                                 |
| 5-9-2009                                                                 | Glasgow                                                                  | Scozia                                                                   | 2 – 0                                                                    | Macedonia                                                                | Qual. Mondiali 2010                                                      | -                                                                        | cap.                                                                     |
| 9-9-2009                                                                 | Oslo                                                                     | Norvegia                                                                 | 2 – 1                                                                    | Macedonia                                                                | Qual. Mondiali 2010                                                      | -                                                                        | cap.                                                                     |
| 11-10-2009                                                               | Skopje                                                                   | Macedonia                                                                | 2 – 1                                                                    | Qatar                                                                    | Amichevole                                                               | -                                                                        | 46’                                                                      |
| 14-11-2009                                                               | Strumica                                                                 | Macedonia                                                                | 3 – 0                                                                    | Canada                                                                   | Amichevole                                                               | 1                                                                        | 46’                                                                      |
| 18-11-2009                                                               | Teheran                                                                  | Iran                                                                     | 1 – 1                                                                    | Macedonia                                                                | Amichevole                                                               | -                                                                        |                                                                          |
| 3-3-2010                                                                 | Skopje                                                                   | Macedonia                                                                | 2 – 1                                                                    | Montenegro                                                               | Amichevole                                                               | -                                                                        | 46’                                                                      |
| 29-5-2010                                                                | Bischofshofen                                                            | Azerbaigian                                                              | 1 – 3                                                                    | Macedonia                                                                | Amichevole                                                               | -                                                                        | 54’                                                                      |
| Totale                                                                   |                                                                          | Presenze (2º posto)                                                      | 100                                                                      |                                                                          | Reti                                                                     | 8                                                                        |                                                                          |

## Palmarès

### Giocatore

#### Competizioni nazionali
- Campionato croato: 3

Dinamo Zagabria: 1998-1999, 1999-2000, 2002-2003
- Coppa di Croazia: 3

Dinamo Zagabria: 2000-2001, 2001-2002, 2003-2004
- Supercoppa di Croazia: 2

Dinamo Zagabria: 2002, 2003

### Allenatore

#### Competizioni nazionali
- Campionato macedone: 3

Vardar: 2015-2016, 2016-2017
Shkupi: 2021-2022
- Supercoppa di Macedonia: 2

Vardar: 2015
- Coppa di Macedonia: 1

Vardar: 2024-2025